# Dunmurry
Dunmurry est une commune urbaine située en Irlande du Nord. Située au sud-ouest de Belfast. Autrefois village rural, elle fait désormais partie de la conurbation du Grand Belfast.

## Particularités
Dunmurry abrita l'usine DeLorean où la DeLorean DMC-12 fut fabriquée de 1981 à 1982. Environ 8,500 DMC-12 y ont été fabriquées avant que la production ne s'arrête en 1982. L'usine, située à l'adresse " The Cutts Dunmurry, Belfast, County Antrim BT17 9HN NORTHERN IRELAND", abrite maintenant la compagnie Montupet, un groupe industriel français, spécialisé dans la conception et la production de pièces très sollicitées principalement pour l’automobile.